# Baltaszi járás

A Baltaszi járás Tatárföldön

A Baltaszi járás (oroszul Балтасинский район, tatárul Балтач районы) Oroszország egyik járása Tatárföldön. Székhelye Baltaszi.

## Népesség
- 1989-ben 29 004 lakosa volt.
- 2002-ben 32 967 lakosa volt.
- 2010-ben 33 879 lakosa volt, melyből 28 780 tatár, 4 029 udmurt, 588 orosz, 319 mari, 25 baskír, 8 csuvas, 7 ukrán, 3 mordvin.